# 賈克禮
賈克禮（1930年—2010年7月11日），本名劉家拯，遼寧人，臺灣魔術師。

## 生平
賈克禮為遼寧人，本名劉家拯，10歲時在北京西單見到魔術而產生興趣。
1950年，賈克禮隨部隊到臺灣，退伍後從商。之後，他與李鳴、于茲順向高欣伯學習魔術。在賈克禮多年的表演生涯，他津津樂道的有兩項表演，其一是鴿子魔術。在約三十歲時，他見到演員Channing Pollock在電影《歐洲夜生活》的鴿子魔術，為學習這戲法而重複看多場，經數年的思考而悟出訣竅，便投入魔術表演行業，讓他贏得「白鴿王子」之譽。
三十五歲，賈克禮正式以魔術師為職業。他會的技法就有括「漂浮金球」、「絲帕變白鴿」、「撕報還原」、「神奇三連環」、「畫紙昇牌」及「拉人箱」等。1968年，臺灣的魔術圈就公認在鴿子魔術上，以賈克禮、詹生、李奇這三人最為精采。該年，賈克禮在台中市南夜大舞廳表演，頗為叫座。次年報導，「白鴿王子」在高雄香賓餐廳表演從破報紙及五彩絲巾中變出六隻以上的白鴿。

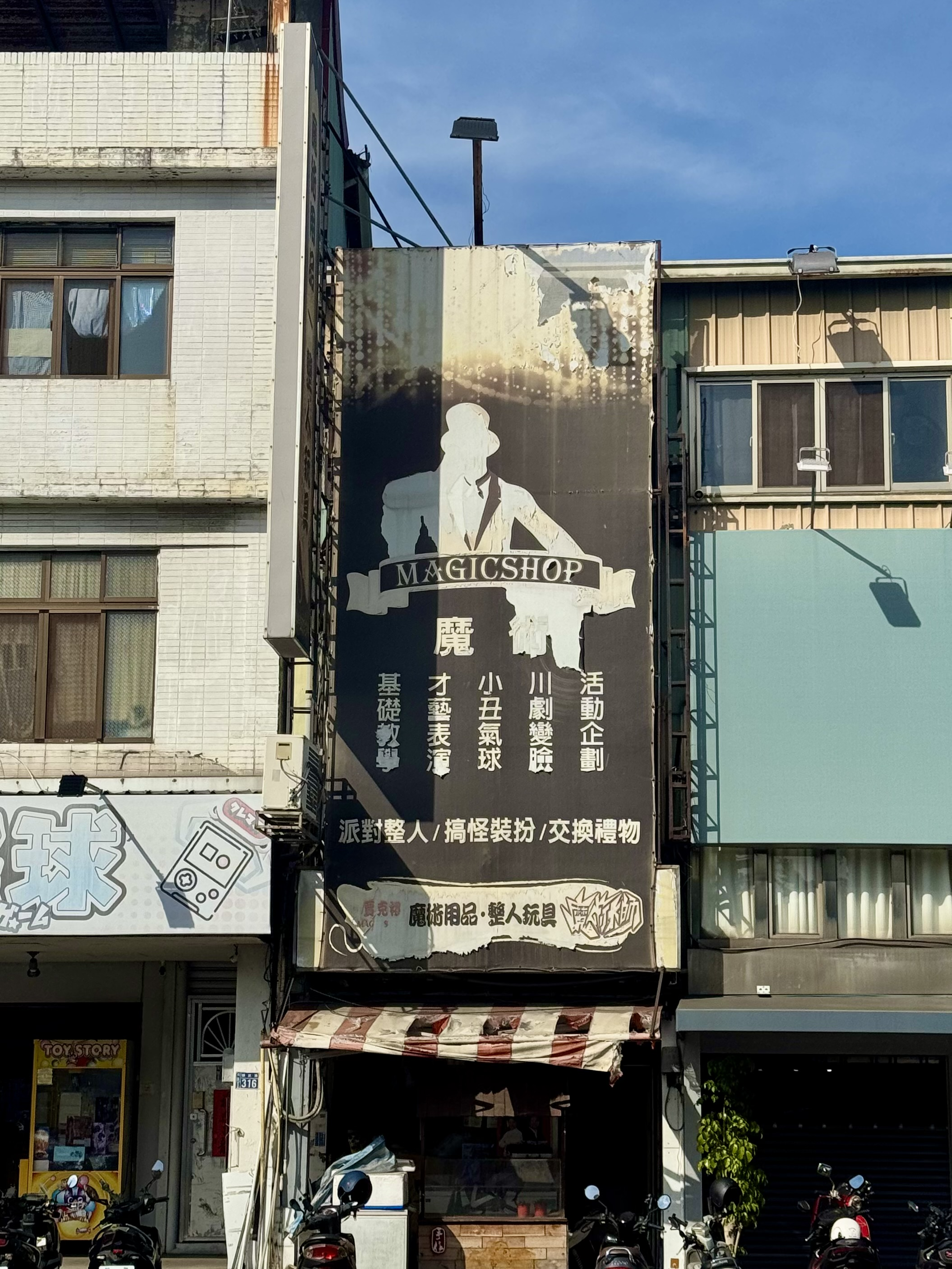
賈克禮魔術用品店

賈克禮回憶起長達半世紀的魔術表演，最讓他印象深刻的難是在蔣中正、蔣經國總統面前表演。一開始賈克禮得先接受身家調查，之後每次表演都要被維安人員仔細檢查，接著就是待命準備演出，往往兩個小時。首次到總統府表演時，賈克禮見到蔣中正從頭到尾只嚴肅看著，一旁的人也不敢笑，讓賈克禮一度懷疑總統不喜歡，沒料到不久後，幕僚人員就指名他在外國政治人物面前表演。賈克禮回憶，蔣經國在未當總統之前也經常看表演，且樂意借出手錶供賈克禮表演。
在飯店、夜總會還盛行舉行綜藝節目時，賈克禮旗下有二十人。賈克禮卻不願讓自己小孩繼承衣缽，因認為娛樂圈太複雜，自己成功是努力加上運氣、特殊時空背景。隨著市場萎縮，職業魔術師銳減，賈克禮改去海外發展。之後，他曾到拉斯維加斯登記作駐場的魔術師。
1990年中期台灣互聯網興起，六十五歲的賈克禮自學技術架設魔術教學網站「魔術大師」。對於想拜師從業者，賈克禮會先警告「會餓死」，只有對方仍信念堅定，而且經測試確有天分，才同意收徒。賈克禮的師兄弟于茲順就是從魔術界退出，之後轉行後又苦於經濟收入。
2000年左右，賈克禮因妻子過世，原先想退休，但在弟子楊格安排下，到台北市漢中街的魔術道具專賣店駐店傳授魔術。賈克禮也長期與李棠華綜藝團出身的新象創作劇團長期合作。
2010年7月11日上午近11時，在家人、友人和弟子們隨侍下，八十歲的賈克禮於醫院病逝。